# 中東戦域 (第一次世界大戦)
中東戦域（ちゅうとうせんいき）または中東戦線（ちゅうとうせんせん）とは、第一次世界大戦中、ガリポリ、コーカサス、シナイ・パレスチナ、ペルシア、メソポタミアなど、中東地域で展開された連合国と中央同盟国の戦いの行われた戦線の総称。

## 背景
オスマン帝国は大戦勃発当初においては親独的中立にあった。しかし、オスマン債務管理局で生まれたドイツ帝国との経済関係がさらに密接となり、ついに大戦参加を決心した。オスマン軍は1914年10月29日クリミア半島を砲撃してロシア帝国との国交を断絶。イギリス、フランスはオスマンに対し抗議したが無視された。そのため英仏もまたオスマンに対し敵対行動を執るに至った。

## 1914年

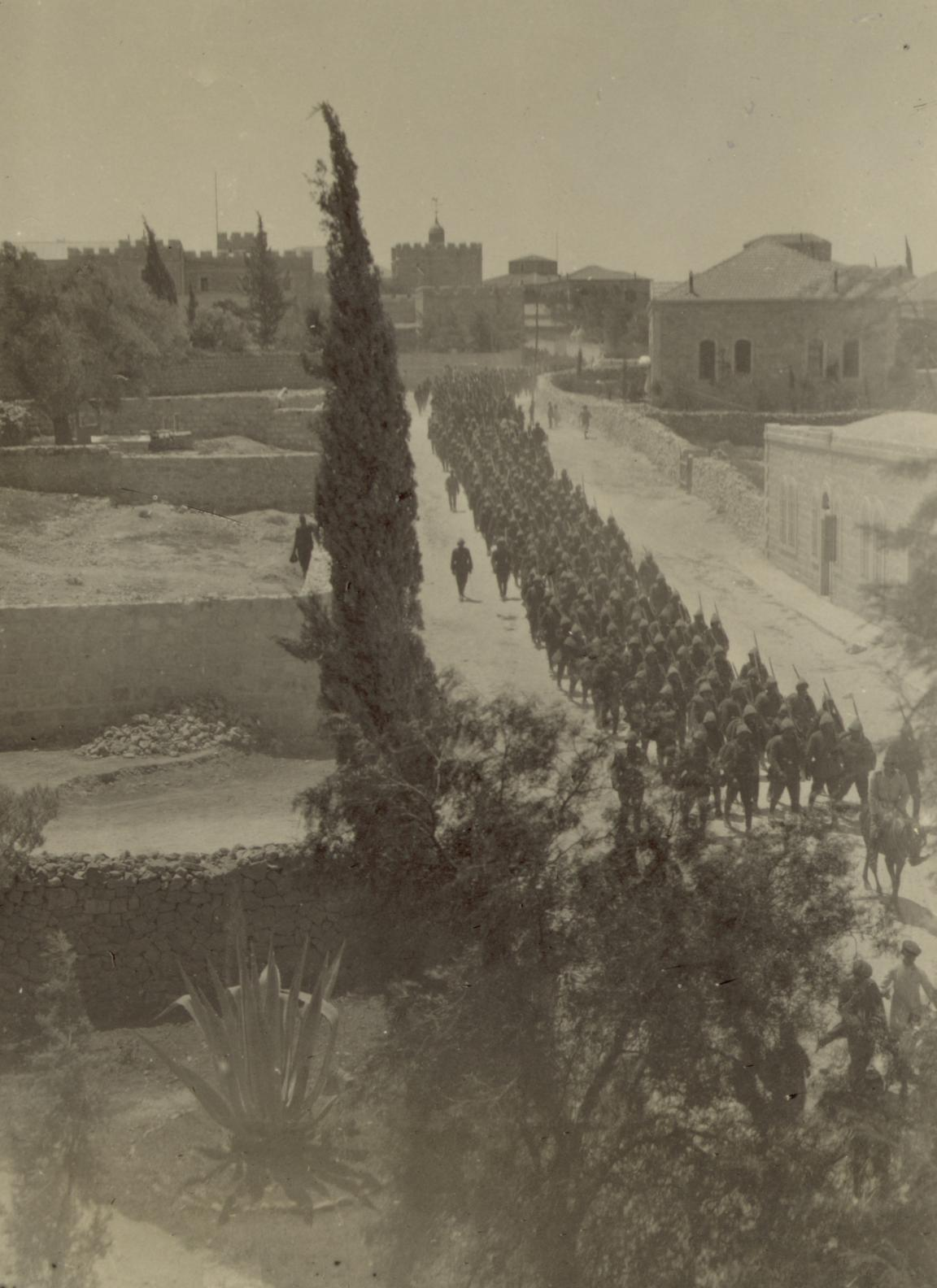
1914年 戦地へと行軍する訓練を終えたばかりのオスマン軍新兵。

### コーカサス
11月2日、開戦と同時にロシア帝国コーカサス軍はオスマン第3軍の根拠地であるエルズルムへと進撃した。国境付近で薄いながらも騎兵幕を展開していたオスマン軍はすぐにこれを知ることができた。オスマン第11軍団は反撃し、さらにオスマン第9軍団も加わってゆっくりと北進していった。11月の終わりまでに戦線は国境からエルズルムに向かって25キロメートルの地点で膠着した。ロシア軍の損害は約7千で、オスマン軍は約1万3千失った。
12月8日、第3軍に活を入れるため参謀本部員のハーフズ・ハック・ベイ大佐が第3軍副参謀長としてトラブゾンへと到着した。ハック大佐は第3軍参謀長でドイツ人のグーゼ（Guse）中佐へ攻勢計画を策定するよう個人的に指示を与えた。グーゼ中佐は作戦計画を立てたが、あまりに雄大な作戦のため第3軍司令官ハサン・イッゼト・パシャは難色を示し、隷下の第9軍団長アフメト・フェヴズィ准将も不安を漏らした。この案は、1個軍団で前線のロシア軍を拘束し、2個軍団でもって左翼からロシア軍の背後に回り込むというものである。12月12日、参謀総長エンヴェル・パシャがエルズルムへ到着し、この大規模攻勢作戦の実行を決断した。第9及び第10軍団長は作戦の成功に疑問を漏らして更迭された。
12月22日オスマン第3軍は攻勢を開始した。ロシア側はこれほど早く攻勢に出るとは予想だにしていなかったが、前線から野戦司令部に届く報告はオスマン軍の攻撃を示していた。作戦2日目、オスマン軍最左翼の第10軍団はオルトゥを占領してさらに前進、左翼第9軍団は24日までにサルカムシュの郊外に達し、25日夜にはサルカムシュの旧市街に到達した。28日には第10軍団はセリムに歩を進め、サルカムシュとカルスとをつなぐ道路を封鎖した。ここまで順調な滑り出しを見せたオスマン軍の攻勢であったが、急激な天候の悪化とロシア軍の反撃によって急速に衰えてくる。12月の終わりごろのオスマン第10軍団の記録によると、雪が1.5メートルにまで達し、気温はマイナス26度にまで下がったという。
オスマン軍右翼第11軍団の前線のロシア軍への締め付けは十分ではなく、多数のロシア軍将兵がサルカムシュ防衛のため後退していった。露カフカス軍司令官代理は情勢を悲観して前線より退避したが、参謀長でこのときロシア第2カフカス軍団を指揮していたニコライ・ユデーニチはあくまでもサルカムシュ固守を決断、現地で指導するとともに部隊をサルカムシュに差し向けるよう指示した。オスマン第9軍団はサルカムシュ占領に手間取り、第10軍団は北方より応援に来たロシア援軍部隊に側面を晒されて苦戦した。エルヴェル・パシャは督戦するも戦況進展せず、1月4日を境にして攻守逆転した。強烈なロシア軍の圧迫に堪えかねてオスマン第9及び第10軍団は後退し始める。さらに第10軍団司令部が襲撃されて司令官及び参謀長が捕虜となる惨状を照らし、1月7日オスマン軍は全面退却に移った。
サルカムシュ会戦と呼ばれる戦いはロシア軍の勝利で終わり、ロシアの将軍ユデーニチはロシア・カフカス軍野戦司令官へと昇進した。本会戦によってオスマン軍は兵約5万人を失い、ロシア軍は2万8千もの損害を出した。

## 1915年

### コーカサス
前年のオスマン軍の大敗北により戦力バランスが大きく崩れていたがロシア軍は東部戦線が忙しく、またオスマン軍がイスタンブール方面から増援を呼び寄せたことにより戦力相拮抗することとなった。秋には新しいロシア軍前線指揮官ニコライ・ニコラーエヴィチ大公が就任し、両軍対峙のままこの年を終えた。

### ダーダネルス

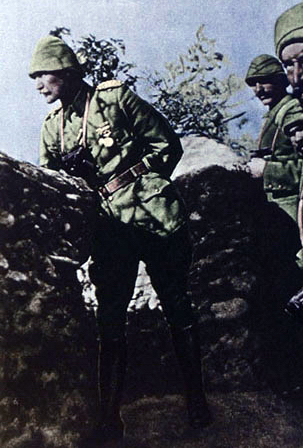
1915年　ガリポリ半島でのムスタファ・ケマルと兵士たち。

東部戦線で独墺軍に相対するロシア軍はコーカサス方面を負担に感じており、イギリスにこの圧力を和らげてもらえるよう要請した。イギリス側はこれに応えるため海軍によるダーダネルス海峡強行突破が計画された。イギリス政府はコンスタンティノープルを目標としてガリポリ半島攻撃を決定、2月を期し海軍による攻撃を準備した。
一方、オスマン側では1914年8月の動員よりガリポリ半島には最精鋭が配置され、バルカン戦争の戦闘経験者が優先的に配属された。半島防衛にはバルカン戦争で勇名をはせたエサド・パシャ指揮下の第3軍団が置かれ、集中の遅いオスマン軍の中では異例ともいえる予定通りの22日で動員を完結した。チャナッカレ地域全体はジェヴァト・ベイ指揮下のチャナッカレ要塞地区司令部が統括し、対上陸戦訓練にいそしんだ。11月3日のイギリス海軍による襲撃はダーダネルス海峡の重要さをオスマン軍に認識させ、ドイツ軍砲兵部隊を含む多数の火砲が運び込まれた。1915年2月19日、英仏連合艦隊はガリポリ半島南端及び対岸砲に対して砲撃。ついで25日に第2回攻撃、3月より断続的に攻撃した。3月18日に攻撃は最高潮に達したが英仏艦隊は戦艦3隻沈没を含む大損害をこうむって失敗し、これにより陸軍による上陸作戦計画に移った。
4月25日、英仏連合軍はチャナッカレ地域において強行上陸を開始、キリディ・バヒル要塞占領を目的とし、一部をもってサロスおよびアジア側クム・カレに牽制上陸、主力をもってアルブルヌ（アンザック入り江）およびガリポリ半島南端に上陸した。オスマン軍はチャナッカレ地域に新たにザンデルス・パシャ指揮下の第5軍をすえて連合軍を迎え撃った。アルブルヌ方面ではムスタファ・ケマル・ベイ指揮下の第19師団が果敢な攻撃によってアンザックを橋頭堡に閉じ込めることに成功し、半島南端方面ではハリル・サーミ・ベイ指揮下の第9師団が英第29師団の進出をなんとか食い止めた。これよりガリポリでの戦いは西部戦線にも似た陣地戦の様相を呈し、夏季に行われたクリティア (キルテ)攻防戦は人命ばかりが失われた。
戦局打開のため連合軍は8月上旬をもって総攻撃を計画。当初からの目的、キリディ・バヒル要塞占領を目指し、半島南端において陽動攻撃をなし、アンザック部隊を主攻としてスヴラ湾に新たに別部隊が上陸してこれを援護することとなった。オスマン側は連合軍の攻勢を察知していたが第5軍はスヴラを重視せず、サロス湾に新たに上陸するものと予想していた。8月8日、連合軍は総攻撃を開始した。オスマン軍はスヴラ上陸に驚愕し、ただちにサロス湾にいた部隊をスヴラへと南下させた。これとともに半島南端に対する南部集団、アンザックに対する北部集団に加えて新たにスヴラ上陸部隊（英第9軍団）に対するアナファルタラル集団を創設し、これにムスタファ・ケマルをこれに当てた。スヴラではイギリス軍の緩慢な前進に対してオスマン軍は急速に集中して要地を占領し攻撃を押しとどめた。アンザック方面では高地を占領するオスマン軍に対しアンザックが果敢に突貫したが、ついに挫折した。
1916年1月初旬までにガリポリ半島上の連合軍は全面撤退した。

### メソポタミア

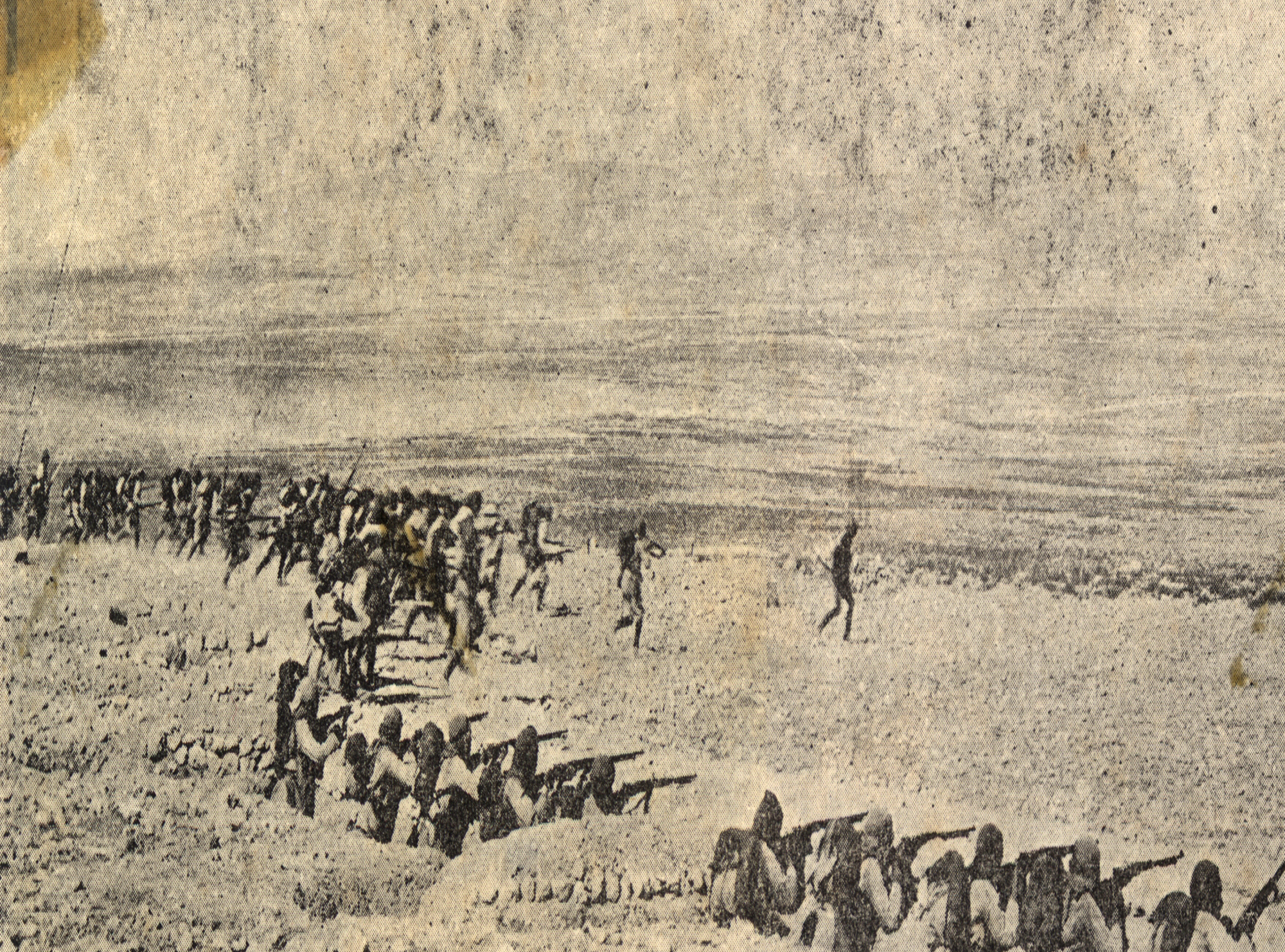
1915年12月 クートの戦いでの塹壕。

ペルシャ湾の石油利権の保護を名目として、イギリス軍はメソポタミアへと進攻した。1914年11月6日、インド兵を主体とした1個師団がシャットゥルアラブ川河口ファオに上陸(アル＝ファオ上陸戦)。微弱なオスマン軍部隊を撃退して、1914年11月23日バスラを占領した。1915年3月ジョン・ニクソン大将がインドから増援の1コ師団を率いて着任し、メソポタミアにおける全英軍を指揮した。
イラク（メソポタミア）には戦前、オスマン軍4コ師団が駐屯していたが、1914年8月の動員開始とともに3コ師団が転出。うち、1コ師団が呼び戻されて、2コ師団が主力となっていた。1915年4月15日、イラク地区司令部司令官兼バスラ県知事のスュレイマン・アスケリー・ベイ中佐指揮下のオスマン軍約1万2千は、バスラ奪還のため攻撃したが撃退された。自軍のあまりの不甲斐ない戦いぶりに憤激したスュレイマン・アリケリーは自決し、オスマン軍は代わりにヌーレッディン・ベイ大佐をしてイラク地区司令部司令官に命じた。
5月24日、第12インド師団はナーシリーヤを占領。同28日には第6プーナ師団がアマラを占領し、オスマン軍前衛部隊を北方に駆逐した。10月、第6プーナ師団長チャールズ・タウンゼンド将軍はクート・エル・アマラ (クート)を占領。バグダードを目指してなおも前進し、前面に防御線を張るオスマン軍との間でセルマン・パーク会戦（クテシフォンの戦い）が行われた。3コ師団もの増援を受けたヌーレッディンは陣地を守りきり、逆に第6プーナ師団はクートに向かって敗走した。タウンゼンドはクート固守を決意して篭城し、追撃するオスマン軍はこれを包囲した。

### シナイ及びパレスチナ
1914年末からシリアに集中していたオスマン第4軍はエジプト攻略のため前進を開始した。当事英軍はカイロ付近に約4個師団を集中してオスマン軍よりも優勢だった。
しかしオスマン軍の兵力を過大に判断して守勢を執り、スエズ運河の線に陣地を構えていた。オスマン軍は2月2日より主力をもって攻撃したが英軍の頑強な抵抗に遭い成功せずシリアに退却した。これ以後は両軍ともガリポリ戦が忙しく沈静状態となった。

## 1916年

### コーカサス
1月中旬からロシア軍は攻勢を開始し、2月18日にはエルズルムの要塞を攻略した。オスマン軍は急遽増援を差し向けて何度も回復攻撃を行ったがすべて撃退され、7月下旬にはエルズィンジャンもロシア軍に占領されてしまった。

### メソポタミア

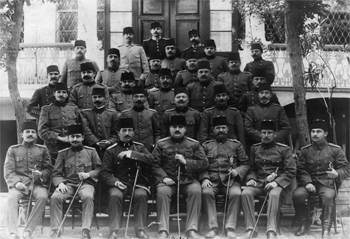
1916年 メソポタミア戦線でのオスマン軍参謀本部。

メソポタミアでは、前年よりオスマン包囲軍1万4千～5千、篭城軍1万3千によるクート攻囲戦が続いていた。ヌーレッディンは当初急襲によってクートを奪取しようとしたが失敗し、正攻法に切り替えた。英軍はエイルマー将軍に歩兵3個旅団と騎兵1個旅団をもってクート救出に赴かせた。1月、ヌーレッディンはコーカサス戦線に転出してハリル・ベイ大佐がこれに代わる。エイルマーは何度も解囲攻撃を行ったが、クート前面のオスマン軍陣地を抜くことができなかった。4月29日、篭城4ヶ月の末ついにクートは陥落。劣勢な包囲軍が優勢なる救出部隊を阻止して篭城部隊を降伏せしめたクッテル・アマラ攻囲戦は、オスマン軍戦史を飾る戦いとなった。
4月18日にバグダード総督兼第6軍司令官でドイツ人のコルマール・フォン・デア・ゴルツ将軍の死去に伴い、24日、ハリル・ベイはミールリヴァーに昇進してバグダード総督に任命された。
クートでの失敗に懲りた英軍は司令官をモードに代えて戦力の充実に努め、積極的行動に出ることなく年末を迎えた。一方、オスマン軍は戦力不足にもかかわらず一部部隊を引き抜かれた上、ペルシア出兵によって兵を酷使する羽目になった。

### シナイ及びパレスチナ
6月にオスマン帝国支配下のメッカ太守フサイン・イブン・アリーはイギリスの駐エジプト高等弁務官ヘンリー・マクマホンの呼びかけに応じヒジャーズ王国独立を宣言し、オスマン帝国に対しアラブ反乱を開始した。8月オスマン軍は再度スエズに進攻し、ロマニの戦いが起こった。結果的にオスマン軍は敗退した。

## 1917年

### コーカサス
1916-17年冬、両陣営とも休止状態となっていた。春になってもこの状態は続き、5月にいたりロシア軍は革命の余波を受けて全く戦意喪失。ロシア軍はムシュへの局地的な撤退をした。ロシア軍にとって幸運なことに、カフカスのオスマン第2軍、第3軍は過去の作戦によって痛めつけられており、これを追撃する能力はなかった。結局、1917年の終わりまで大規模な戦闘は行われず、オスマン軍の大規模攻勢もなかった。

### メソポタミア
戦力補充した英軍は後方機関も充実させ、また総兵力は9万5千に達した。1916年12月8日英軍はクート再占領を目指して攻勢を開始。迎え撃つはキャーズム・カラベキル大佐の指揮する兵約1万である。翌年2月23日激戦の末英軍はクートを占領し、バグダードを目指してさらに進撃を続けた。オスマン軍は少数の援軍を差し向けバグダードを固守しようとしたが、イギリス軍に戦線を突破された。3月11日、オスマン軍の重要な作戦根拠地でありドイツ中東戦略の重要地点でもあったバグダードは陥落した。
ハリル・パシャは英軍の前進を極力阻止しようと少ない兵力と増援をかき集め陣地を敷いた。5月になって猛暑のため両軍とも作戦行動を中止し、9月にいたり英軍は再度攻勢に出る。オスマン軍はじりじりと後退させられ、全くの敗勢となった。11月18日には英モード将軍がチフスに罹って病死し、マーシャル将軍がこれに代わった。

### シナイ及びパレスチナ

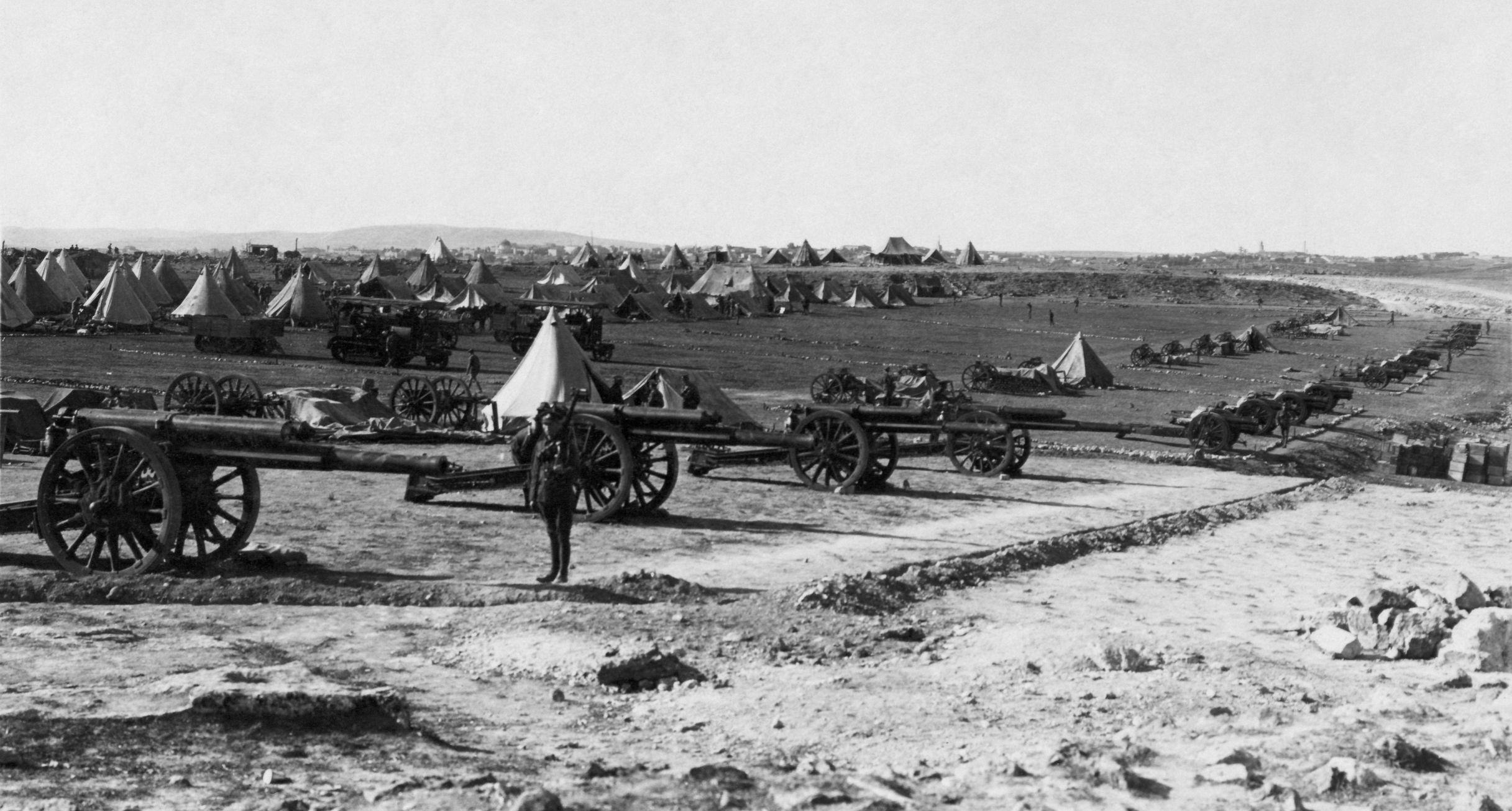
エルサレムの戦い (1917年)でのイギリス軍砲兵。

イギリス軍は1916年12月より攻撃前進を起こし、翌年1月8日ラファを占領。さらにエル・アリシュを占領し、シナイ半島からオスマン軍は駆逐された。勢いに乗るイギリス軍は3月に要衝ガザに攻撃を敢行した。イギリス軍はガザをほとんど包囲したにもかかわらず深く塹壕にこもるオスマン軍部隊を抜くことができず、オスマン第4軍の2個師団による反撃によって撃退されてしまった。4月、若干の増援を受けたイギリス軍は再度ガザを攻撃した。しかしオスマン軍も増援を受けており、陣地もさらに深くしていた。イギリス軍は少数の戦車も投入するもついにガザをも攻略することは叶わなかった。この失敗を受けて英エジプト遠征軍司令官はマレイからエドムンド・アレンビー（en）に代わった。
アレンビーは本国に大規模な増援を要求し、大量の兵員・火砲の増加、後方体制の充実がなされた。これに加えてアレンビーは下がっていた士気を立て直しつつ遠征軍に西部戦線方式を導入し、歩兵・砲兵戦術の改善、重砲兵を統括する砲兵群の創設などの改革を断行して戦闘有効性を大幅に上げた。一方オスマン軍サイドでは、ヨーロッパに派遣していた部隊を撤収させてこれを基に電撃軍集団とその隷下の第7軍を新編成した。エンヴェルの構想では、電撃軍集団をメソポタミアに投入してバグダード攻勢を行うつもりだったが、周囲の猛反対にあったうえ軍集団司令官に就任したフォン・ファルケンハインにも反対されたため、危険度の高いガザ-ベエルシェバ線に配置された。また、パレスチナに元々いた第4軍のうちガザ方面の前線に配置されていた部隊を第8軍として新たに編成した。
10月末、イギリス軍はガザに陽動攻撃を行い、ベエルシェバに真攻撃を敢行した。数々の欺瞞工作によってイギリス軍がガザに攻撃をかけると信じさせられていたオスマン軍はベエルシェバに少ない兵しか配置していなかった。早々にベエルシェバを抜いたイギリス軍は左旋回してガザの後方連絡線を脅威した。これに気付いたファルケンハインは撤退命令を出し、その後の追撃戦によって12月ついにイギリス軍はエルサレムを占領した。

## 1918年

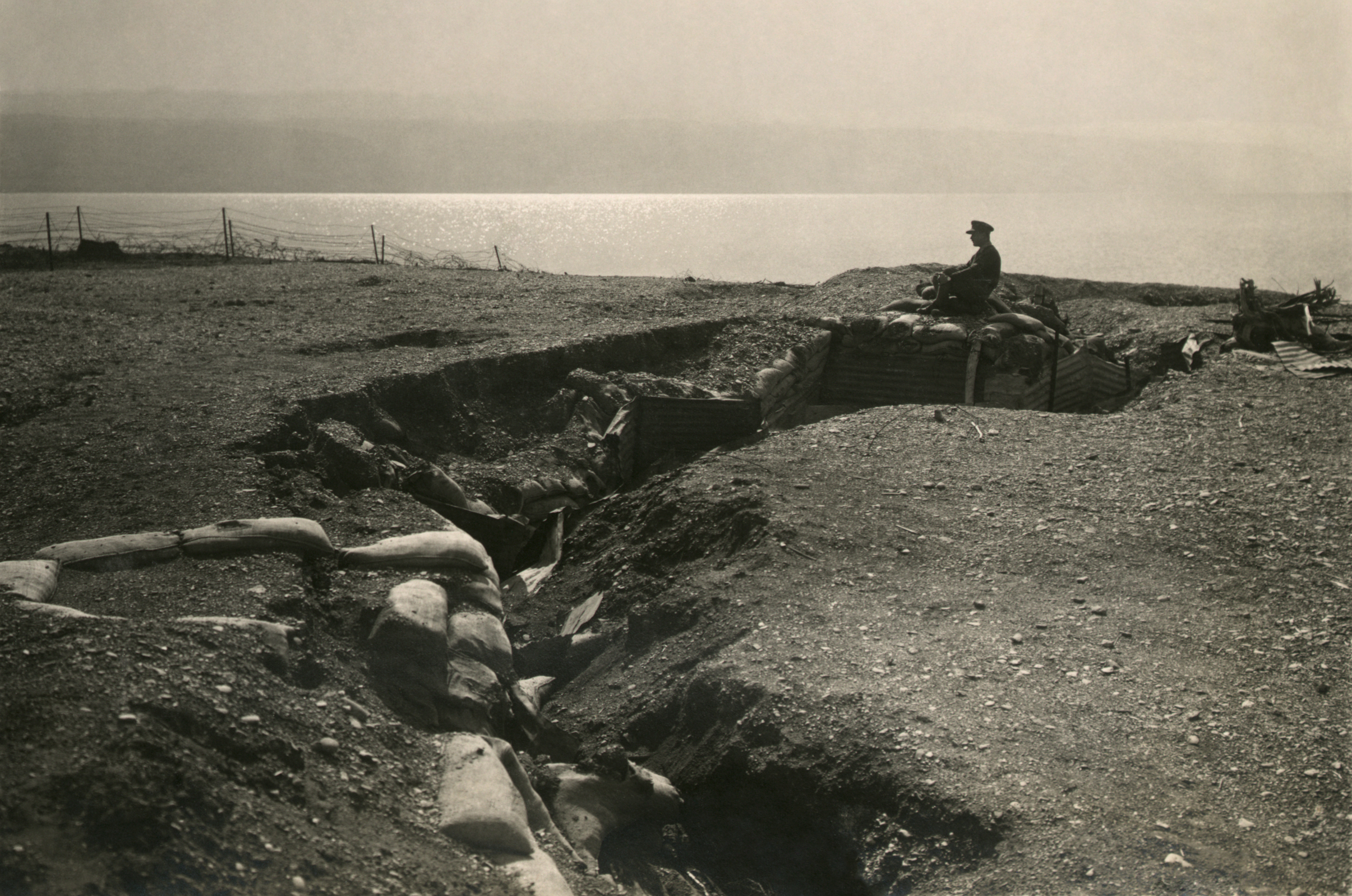
1918年 死海の海岸に沿って掘られたオスマン軍の塹壕。

### コーカサス
前年より休戦状態となっていたがロシア軍が逐次解隊するに及びオスマン軍は活動を開始し、アルメニア地方を回復。ついで南部カフカス地方を席巻した。9月中旬、オスマン軍はドイツの要求により石油産地のバクーを占領。しかしながら休戦条約が成立すると暫時国内に撤退した。

### メソポタミア
この方面のオスマン軍は戦線崩壊の危機にあった。5月、夏季のため両軍はキルクーク付近でにらみ合いとなった。7月アリ・イフサン・パシャが昇進して第6軍司令官となり、ハリル・パシャは東部軍集団司令官に転出した。
10月23日、第6軍隷下のティグリス集団 (第2、第14歩兵師団)は、イスマイル・ハック・ベイ大佐の指揮で攻勢転移したが、オスマン軍の10倍以上の兵力を擁したイギリス軍は、カラト・シャルカト(現在のアル・シャルカトで包囲殲滅しようと行動に出て激戦となった。7日間の戦闘の後オスマン軍は辛うじて包囲網から脱したが、降服し (シャルカトの戦い)、兵8千と砲57門を失った。ムドロス講和条約調印時には英軍はハムマム・アリにいたがさらに前進し、11月4日、モスルに入城して戦闘を終了した。

### シナイ及びパレスチナ
イギリス軍は春季に小規模攻勢を行ったが、オスマン軍に撃退された。イギリス軍はさらに攻勢を準備していたが、ドイツ軍の春季大攻勢により兵員、物資が西部戦線に移送されて実行できなくなった。インド兵による増援を受けた英エジプト遠征軍は、西部戦線の戦訓をもとに猛訓練を行った。8月に入り、遠征軍司令官アレンビーは新攻勢を企図。アラブ反乱軍と英空軍によってオスマン軍の通信網をマヒさせ、1コ軍団が主攻、もう1コ軍団が陽動を担当し、突破口から乗馬軍団が敵中深く進撃する計画だった。戦力は総勢15万、歩兵5万6千、騎兵1万千、火砲552門にも達していた。
オスマン側では、新たにリーマン・ザンデルスが電撃軍集団司令官となった。1918年8月時点では、総勢10万を超え、うち歩兵4万を擁していた。アレンビーはオスマン軍の戦力を歩兵3万2千、騎兵3千、火砲370門と推定している。ザンデルスの手記よれば、支給品不足で脱走者が多発するほど軍集団は物資不足に悩まされていた。
軍隊の移動に不可欠な牽引動物も致命的に不足していたために、ザンデルスは機動防御ではなく、陣地防御を志向した。
9月19日、英エジプト遠征軍は攻勢を開始。英軍航空隊により通信所を破壊されて各部隊が連絡を取れなくなったオスマン軍は、英軍の乗馬部隊によって背後に回りこまれ大混乱に陥った。敗走するオスマン兵に英軍航空機と乗馬兵が追い討ちをかけて、電撃軍集団は壊滅した。
英軍はさらに前進してダマスカスを占領して、10月24日にはアレッポを、10月26日にはバグダード鉄道の分岐点であるムスリーミイェを占領した。

### 終戦

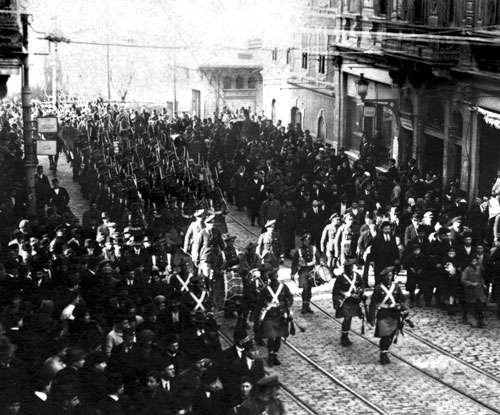
連合国によるイスタンブール占領

バルカン半島のサロニカ戦線が崩壊し、ブルガリアは休戦条約を締結。トラキアに殺到してくるであろう連合軍の対応のために、首都方面に回すべき戦略予備はオスマン軍には最早なかった。1918年10月30日、レムノス島ムドロスにおいてオスマン帝国はムドロス休戦協定を締結し、ここに中東戦線は幕を閉じた。